# 備前島町 (太田市)
備前島町（びぜんじまちょう）は、群馬県太田市にある地名（町丁）。郵便番号は370-0404。

## 概要
尾島地区にある町丁。

## 地理
南部は埼玉県に接している。

### 近隣町丁
- 岩松町
- 押切町
- 牛沢町
- 米沢町

## 世帯数と人口
2022年（令和4年）3月31日現在の世帯数と人口は以下の通りである。
| 町丁     | 世帯数 | 人口 |
| -------- | ------ | ---- |
| 備前島町 | 47世帯 | 96人 |

## 交通

### 鉄道
町内に鉄道は通っていない。

## 施設
- 尾島温泉 利根の湯